# Wielka niewiadoma
Wielka niewiadoma – pierwszy album polskiego zespołu hip-hopowego JedenSiedem, wydany w 2000 roku nakładem wytwórni R.R.X. Jednym z gości na płycie była piosenkarka Reni Jusis.
Pochodzący z albumu utwór pt. "Na dachu bloku" znalazł się na liście "120 najważniejszych polskich utworów hip-hopowych" według serwisu T-Mobile Music.

## Lista utworów
1. "Daleka droga"
2. "Dlatego żyjemy i umieramy"
3. "Zabijamy się dla cyfry"
4. "To, co ukryć chcesz" (gość. Reni Jusis)
5. "To dla ciebie"
6. "Miasto nie śpi" (gość. Selwa, Oztry, Koma, Niedźwiedź)
7. "Sonczymy"
8. "W klubie"
9. "Moment"
10. "Niecodzienny dzień"
11. "Licz tylko na siebie"
12. "Za każdym razem"
13. "Zimny prysznic"
14. "Na dachu bloku"
15. "Dla tych, którzy się odwrócili"